# Testour
Testour (arabisch تستور, DMG Tastūr) ist eine Stadt im Norden Tunesiens mit etwa 23.500 Einwohnern (2004). 

## Beschreibung
Sie liegt etwa 80 km westlich von Tunis am südlichen Medjerda-Ufer an der Mündung des Flusses Oued Siliana, an der RN5 nach Dougga. Testour wurde im 16. Jahrhundert von vertriebenen spanischen Mauren (aus andalusien) über den Resten des antiken Ortes Tichilla gegründet. 
Das einzigartige Minarett der Großen Moschee von Testour wurde von ihnen im Mudéjar-Stil errichtet, einem Baustil, den es sonst nur auf der iberischen Halbinsel gibt und der dort entstanden war, indem maurische Handwerker ihre Konstruktionen und Ornamente in europäische Stilformen einbrachten.

## Römische Turbinenmühle in Testour
Zu den Errungenschaften der Römer gehörte auch der Bau der Turbinenmühlen im 3. bis 4. Jahrhundert. Muskelkraft wurde hier durch Wasserkraft ersetzt und somit konnte man wahrscheinlich das ganze Jahr über mit diesen Turbinenmühlen Getreide vermahlen. Jede der Mühlen besaß drei Mahlwerke, die von drei Turbinen direkt angetrieben wurden.
Hierzu schreibt Friedrich Rakob in der Antiken Welt, Ausgabe 4/1993:

„Seit ihrer Entdeckung und Rekonstruktion durch J. und G. Röder ist die römische Turbinenmühle im Trümmerareal der römischen Medjerda-Brücke von Chemtou einzigartig geblieben  Im ersten Band der deutsch-tunesischen Grabungspublikation, der im Oktober 1993 erscheinen soll, hat G. Röder den wesentlichen Unterschied dieser Anlage zu anderen antiken Mühlen ausführlich dargestellt. Schneller, als zu erwarten war, ist die im Schlusssatz ihrer Untersuchung formulierte Hoffnung, dass in Zukunft weitere Beispiele dieser ungewöhnlichen technischen Neuerung auftauchen möchten, bestätigt worden.“

Den Einwohnern der Stadt ist unterhalb des Steilhanges eine unmittelbar am Uferrand, zum Teil verschüttete, schwer zugängliche Ruine vertraut, die als Bau andalusischer Architektur für das Walken von Wolle galt. Die Ruine blieb der archäologischen Forschung lange Zeit unbekannt. Erst im Frühjahr 1993 entdeckte Uwe Bigalke, der in Testour ansässige Geschäftsführer einer deutschen Firma, dass die Anlage sich vollständig mit der ebenfalls am Medjerda-Ufer gelegenen Turbinenmühle in Chemtou/Simitthus vergleichen lässt.
Das Mühlengebäude entspricht in seinen Abmessungen, seiner Bautechnik und den Details genau der Anlage in Chemtou. Wie dort ist das Quaderwerk aus Spolien über einem schweren Caementicium-Sockel aus großen Kieseln errichtet worden. Ein Wassereinlauf den drei Gerinnen ist der nördliche Kanal im Hochwasser des Jahres 1979 weggebrochen, seine nördliche Wandung liegt heute horizontal verkippt im Fluss.  Das zweite Gerinne besitzt im Gegensatz zu Chemtou noch seine ursprüngliche Plattenabdeckung, das dritte ist am Steilufer verschüttet. Doch zeigen Reste der aufgehenden Ostwand des Mühlengebäudes die ursprüngliche Größe des Gebäudes. Deutlich erkennbar sind die Nuten für Stauschützen und Reste der Turbinenrundschächte, die über dem Radkasten aus Kalksteinblöcken mit Ziegeln verkleidet waren.
Nach den mit der Mühle in Chemtou identischen Baumaßen und Details ist die Anlage wahrscheinlich gleichzeitig mit jener in Simitthus entstanden. Während dort die Trümmersituation der römischen Brücke das Medjerda-Wasser aufstauen konnte, scheint in Testour nach einer Flussaufwärts im flachen Wasser deutlich erkennbaren Quaderlage ein Staukanal angelegt zu sein. Die Untersuchung dieses neuen, bedeutenden Beispiels spätantiker Technologie wurde 2007 durchgeführt. Nach weiteren Begehungen sind die Forscher zu der Erkenntnis gelangt, dass es sich nicht um einen Staukanal handelt, sondern vermutlich um eine zweite Anlage. Nach ihren Annahmen wurde die Anlage entweder parallel zur anderen Anlage errichtet wurde, oder sie war ein Vorgänger, die den Staudruck in der Flussschleife nicht standgehalten hat.

## Persönlichkeiten
- Driss Guiga (* 1924), Politiker